# Fudbalski klub Iskra Danilovgrad
Il Fudbalski klub Iskra Danilovgrad (in cirillico Фудбалски клуб Искра Даниловград), conosciuto semplicemente come Iskra, è una società di calcio montenegrina di Danilovgrad. Milita nella Druga crnogorska fudbalska liga, seconda serie del campionato montenegrino di calcio.

## Storia
Il club viene fondato nel 1919 come RSK Sloga Danilovgrad. Dal 1929 cambia il nome in RSK Zmaj, e la prima apparizione in tornei di rilievo è nel campionato sottofederale di Cettigne nella stagione 1933–34.
Dopo la seconda guerra mondiale il club prende il nome FK Iskra. Il primo significativo successo è la promozione nella Crnogorska republička liga, terzo livello nei campionati della Jugoslavia, nel 1948–49. Nell'estate 1955, dopo il 6º posto nella terza serie, fallisce gli spareggi-promozione per la seconda divisione; nella stagione successiva invece vince il campionato, ma la permanenza in Druga liga dura solo un anno. Nell'anno successivo il club viene sciolto per problemi finanziari, ma viene rifondato nel 1959.
Nella stagione 1969-1970 vince il campionato e conquista la promozione in Druga liga. Questa volta ci rimane per due stagioni, confrontandosi con le migliori squadre della zona come Sutjeska, GOŠK Dubrovnik e soprattutto Budućnost, contro cui ottiene una storica vittoria (1–0) il 28 novembre 1971.
Fino al 1990 l'Iskra milita sempre nei campionati montenegrini senza particolari successi. Nella stagione 1993–94 vince campionato e coppa conquistando così, oltre alla promozione, anche la qualificazione alla coppa nazionale. Nella Kup Jugoslavije 1994-1995 supera il primo turno (2–0 sullo Sloboda Užice) ma viene fermato in quello successivo dai "colossi" del Partizan (0–10 e 0–3). In campionato fa il saliscendi fra seconda e terza divisione per una decina d'anni.
Dopo l'indipendenza del Montenegro (2006) l'Iskra fa la spola in Treća crnogorska fudbalska liga (terza divisione) e Druga crnogorska fudbalska liga (seconda) fino al 2013. Nella stagione 2013–2014 vince il campionato di terza serie e in quella successiva quello di seconda, ottenendo per la prima volta la promozione in massima divisione. Milita in massima serie fino al 2023, anno in cui retrocede in seconda divisione.

## Palmarès

### Competizioni nazionali
- Campionato montenegrino di seconda divisione: 1

2014-2015
- Campionato montenegrino di terza divisione: 1

2007, 2010, 2013
- Crnogorska republička liga (terza divisione jugoslava)

1970, 1973, 1994, 2000
- Republički kup Crne Gore (coppa repubblicana montenegrina)

1994

### Competizioni regionali
- Crnogorski regionalni kupovi: 1

2008-2009

### Altri piazzamenti
- Campionato montenegrino:

Terzo posto: 2019-2020
- Coppa del Montenegro:

Semifinalista: 2020-2021, 2021-2022, 2024-2025
- Crnogorski regionalni kupovi:

Finalista: 2005-2006

## Organico

### Rosa 2022-2023
- Rosa aggiornata al 7 agosto 2022

| N. |                       | Ruolo | Calciatore        |
| -- | --------------------- | ----- | ----------------- |
| 1  | Montenegro (bandiera) | P     | Srdjan Blazic     |
| 3  | Montenegro (bandiera) | C     | Ilija Tučević     |
| 5  | Montenegro (bandiera) | D     | Nikola Kumburovic |
| 6  | Montenegro (bandiera) | D     | Luka Malesevic    |
| 7  | Brasile (bandiera)    | C     | Willian Dias      |
| 9  | Montenegro (bandiera) | A     | Bogdan Milić      |
| 10 | Montenegro (bandiera) | C     | Balsa Boricic     |
| 13 | Montenegro (bandiera) | D     | Milan Djurisic    |
| 15 | Montenegro (bandiera) | D     | Milos Drincic     |
| 17 | Montenegro (bandiera) | C     | Zoran Petrovic    |
| 18 | Giappone (bandiera)   | C     | Sho Yamamoto      |
| 19 | Montenegro (bandiera) | D     | Ognjen Obradovic  |
| 21 | Montenegro (bandiera) | D     | Milos Lakic       |
| 22 | Montenegro (bandiera) | D     | Vuk Orlandic      |

| N. |                       | Ruolo | Calciatore           |
| -- | --------------------- | ----- | -------------------- |
| 24 | Montenegro (bandiera) | A     | Ivan Vuković         |
| 25 | Montenegro (bandiera) | C     | Vladislav Rogosic    |
| 45 | Serbia (bandiera)     | A     | Bogdan Mandic        |
| 47 | Montenegro (bandiera) | A     | Alija Krnić          |
| 52 | Montenegro (bandiera) | P     | Marko Kordić         |
| 73 | Montenegro (bandiera) | D     | Miroje Jovanović     |
| 77 | Montenegro (bandiera) | C     | Petar Tadić          |
| 94 | Montenegro (bandiera) | C     | Aldin Adzovic        |
|    | Montenegro (bandiera) | D     | Andrija Kaludjerovic |
|    | Montenegro (bandiera) | D     | Andrijan Avduljaj    |

## Stadio
L'Iskra disputa le partite casalinghe al Stadion Braće Velašević, situato in centro città, presso la riva del fiume Zeta. Lo stadio è stato costruito dopo la seconda guerra mondiale, nel 1947, ed è stato rinnovato più volte, l'ultima nel 2016.
Ha una capienza di 2000 posti e non rispetta i requisiti UEFA per ospitare coppe europee.